# Paul Reutlinger
Paul Reutlinger était un chef d'entreprise suisse né en 1943 en Thurgovie et mort  le 9 juin 2010 à Frauenfeld.
Entré chez Swissair en 1959, il y fait carrière puis devient le directeur général de la compagnie aérienne porte-drapeau belge, la Sabena, entre 1996 et 2000 à la suite de l'alliance conclue entre ces deux compagnies le 4 mai 1995.